# Csi Jongdzsu
Csi Jongdzsu (hangul: 지용주, handzsa: 地龍珠, RR: Ji Yong-ju; 1948. december 19. – 1985. augusztus 25.) olimpiai ezüstérmes dél-koreai ökölvívó. Az 1968. évi nyári olimpiai játékokon papírsúlyban ezüstérmet szerzett. 1985-ben késelés áldozata lett és öt nappal később kórházban hunyt el.

## Olimpiai szereplése
| 1968. évi nyári olimpiai játékok | 1968. évi nyári olimpiai játékok | 1968. évi nyári olimpiai játékok | 1968. évi nyári olimpiai játékok | 1968. évi nyári olimpiai játékok | 1968. évi nyári olimpiai játékok | 1968. évi nyári olimpiai játékok | 1968. évi nyári olimpiai játékok | 1968. évi nyári olimpiai játékok |
| Versenyző                        | Versenyszám                      | Selejtező                        | 32-es főtábla                    | Nyolcaddöntő                     | Negyeddöntő                      | Elődöntő                         | Döntő                            | Helyezés                         |
| Versenyző                        | Versenyszám                      | Ellenfél Eredmény                | Ellenfél Eredmény                | Ellenfél Eredmény                | Ellenfél Eredmény                | Ellenfél Eredmény                | Ellenfél Eredmény                | Helyezés                         |
| -------------------------------- | -------------------------------- | -------------------------------- | -------------------------------- | -------------------------------- | -------------------------------- | -------------------------------- | -------------------------------- | -------------------------------- |
| Csi Jongdzsu (Ji Yong-ju)        | Papírsúly                        |                                  | Douglas Ogada (UGA) · RSC        | Viktor Zaporozsec (URS) · 3-2    | Alberto Morales (MEX) · 3-2      | Hubert Skrzypczak (POL) · 4-1    | Francisco Rodríguez (VEN) · 2-3  |                                  |